# Elizabeth Avellan
Elizabeth Avellán (ur. 8 listopada 1960 w Caracas) – amerykańska producentka filmowa.

## Życiorys
Elizabeth Avellán urodziła się w Wenezueli. Jako nastolatka przeniosła się wraz z rodziną do Houston, gdzie uczęszczała do prywatnego uniwersytetu Rice University. Była żoną Roberta Rodrigueza (2006 - separacja, 2008 - rozwód), mają pięcioro dzieci.

## Filmy
- Oni (film 1998)
- Grindhouse: Death Proof
- Grindhouse: Planet Terror
- Desperado
- Predators
- Santos (2007)
- Sin City: Miasto grzechu
- Mali agenci 3D: Trójwymiarowy odjazd
- Rekin i Lava: Przygoda w 3D
- Pewnego razu w Meksyku: Desperado 2
- Maczeta (film)
- Mali agenci 2: Wyspa marzeń
- Mali agenci